# Langsnavelbuulbuul
De langsnavelbuulbuul (Setornis criniger) is een zangvogel uit de familie van de buulbuuls en het monotypische geslacht Setornis. De langsnavelbuulbuul komt voor op Sumatra en Borneo.

## Kenmerken
De langsnavelbuulbuul is gemiddeld 18 cm lang, het is een vrij grote soort buulbuul die betrekkelijk gemakkelijk herkenbaar is door de zwarte oogstreep en daarboven een duidelijke witte wenkbrauwstreep. Verder zijn de kruin, rug en vleugels van boven donker groenbruin. De wangen zijn grijs, keel, borst en buik zijn vuilwit. Opvallend is verder de relatief lange snavel met een haakje aan het einde en de witte vlekken op de staart.

## Verspreiding en leefgebied
De langsnavelbuulbuul komt alleen voor in de laaglanden van Sumatra en Borneo. Deze buulbuul leeft in dichte bossen die staan op moerassige, voedselarme gronden waarop de waterstand fluctueert.

## Status
Dit type moerasbos wordt steeds meer bedreigd door houtkap, ontwikkelingen in de landbouw (aanleg olieplamplantages) en verstedelijking. De grootte van de populatie wordt geschat op 15.000 tot 30.000 individuen en de aantallen nemen door aantasting van het leefgebied verder af. Daarom staat deze buulbuul als kwetsbaar op de Rode Lijst van de IUCN.